# 上海市人民政府驻山西办事处
上海市人民政府驻山西办事处，简称上海驻晋办，是上海市人民政府派驻中国华中地区的常设办事机构，归口上海市人民政府办公厅管理，是上海市加强同中国华中地区各省之间政治、经济、科技交流协作的重要渠道，办事处下设秘书处与业务处两个职能部门，机关办公地点为太原市解放南路2号山西景峰国际大厦24层。

## 历史沿革
1989年12月，上海市人民政府驻山西办事处成立，驻晋办原属上海市经委，建办之初的主要任务是协调煤炭运输，保障上海的煤炭供应，办公经费由上海电力燃料公司和上海市燃料总公司两家企业提供。2004年9月，归口上海市合作交流办管理，办公经费列入市级财政。 
2010年8月，根据沪委 [2010]527号文件，上海市人民政府驻秦皇岛办事处调整为上海市人民政府驻秦皇岛联络处，划归上海驻晋办管理，使得驻晋办的工作联系范围扩大到山西省、山东省、河北省、天津市四个省市，河北省、天津市的具体工作由秦皇岛联络处负责。

## 联系区域
目前，上海市人民政府驻山西办事处负责联系山西省、山东省、河北省、天津市，促进上海与上述地区的经济合作交流，推动上海与各地在农业、科技、文化、教育、人才、旅游等领域的合作与交流，发挥对驻地企业的服务指导作用。

## 机构设置

### 内设机构
- 秘书处
- 业务处

### 驻外联络处
- 上海市人民政府驻秦皇岛联络处